# Amphilepis neozelandica
Amphilepis neozelandica is een slangster uit de familie Amphilepididae.
De wetenschappelijke naam van de soort werd in 2010 gepubliceerd door Mills & O'Hara.